# 大学院設置基準
大学院設置基準（だいがくいんせっちきじゅん）は、学校教育法（昭和22年法律第26号）第3条、第8条及び第142条の規定に基づき、大学院を設置するのに必要な最低の基準を定めた文部省（現在の文部科学省）の省令である。専門職大学院については、本省令のほかに専門職大学院設置基準も適用される。

## 構成
- 第一章　総則（第1条―第4条）
- 第二章　教育研究上の基本組織（第5条―第7条の3）
- 第三章　教員組織（第8条―第9条の2）
- 第四章　収容定員（第10条）
- 第五章　教育方法等（第11条―第15条）
- 第六章　課程の修了要件等（第16条―第18条）
- 第七章　施設及び設備等（第19条―第22条の3）
- 第八章　独立大学院（第23条・第24条）
- 第九章　通信教育を行う課程を置く大学院（第25条―第30条）
- 第十章　雑則（第31条―第33条）
- 附則